# Den røde rose fra Cairo
Den røde rose fra Cairo er en amerikansk film fra 1985, skrevet og instrueret af Woody Allen. Filmen er en komedie, der leger med mediet, idet filmens titel samtidig er titlen på en film, som hovedpersonen ser i biografen, og filmens forviklinger drejer sig i høj grad om, hvad der sker, da personerne på disse to planer kommer i kontakt med hinanden.
Filmen er en af Woody Allens mest foretrukne i hans omfattende produktion.

## Handling
Cecilia (Mia Farrow) er en ung, ikke alt for begavet kvinde i 1930'ernes New Jersey under depressionen med en grov og lettere voldelig arbejdsløs mand Monk (Danny Aiello) og et servitricejob. Hendes måde at klare den grå hverdag er at gå i biografen og drømme sig ind i filmenes vidunderlige verden. Da hun en dag mister jobbet, går hun i sit mismod ind og ser filmen Den røde rose fra Cairo, som hun allerede har set, og da hun sidder der efter flere forevisninger, sker der pludselig det, at en af personerne i filmen, Tom Baxter (Jeff Daniels), henvender sig til hende og ender med at træde ud af lærredet for at være sammen med Cecilia. Under den tumult, der opstår på lærredet såvel som i salen, smutter de to ud og forsvinder for at være sammen – i begyndelsen til Cecilias bestyrtelse.
Hun er imidlertid så indlevet i drømmen, og Tom-figuren er en rigtig romantiker, så hun svømmer hurtigt hen i hans arme, idet hun dog hele tiden husker på, at hun er en gift kvinde. Hun oplever nogle vidunderlige stunder sammen med Tom, der blandt andet tager hende med ud at danse, men episoden har givet anledning til, at filmens ophavsmænd tager affære, og skuespilleren Gil Shepherd (ligeledes Jeff Daniels), der spiller Tom Baxter, dukker op i den lille by. Han støder tilfældigt ind i Cecilia, der tror, at han er Tom, og Gil møder nu sin egen figur, som han prøver at lokke tilbage til lærredet. Det lykkes i første omgang ikke, men Cecilia oplever nu pludselig at blive gjort kur til af to mænd med samme udseende, og hun er i den syvende himmel. Tom Baxter gør blandt andet forsøget med at tage Cecilia ind i filmen, hvilket dog ikke bliver nogen succes. I den sidste ende kan Cecilia se problemet med at leve sammen med en fiktiv figur, og da Gil faktisk er lige så sød som Tom, vælger hun at blive i virkeligheden, og Tom accepterer sit nederlag og vender tilbage til lærredet, så filmen kan fortsætte.

## Medvirkende
- Mia Farrow – Cecilia
- Jeff Daniels – Tom Baxter, Gil Shepherd
- Danny Aiello – Monk
- Irving Metzman – Biografejeren
- Stephanie Farrow – Cecilias søster
- David Kieserman – Cafeteriaejeren
- Glenne Headly – Prostitueret
- Alexander Cohen – Raoul Hirsch, filmproducer

## Produktion
Tom Baxter gemmer sig i et nedlagt tivoli, og scenerne herfra er taget fra et virkeligt tivoli, der netop var nedlagt, inden filmens optagelser startede.[kilde mangler]

## Priser
Filmen blev vel modtaget af såvel publikum som af kritikerne. Den blev vist ved filmfestivalen i Cannes kort efter sin premiere, og her modtog Woody Allen den såkaldte FIPRESCI-pris for filmen. De fleste hædersbevisninger modtog den i 1986, herunder en nominering til en Oscar for bedste originale manuskript og BAFTA-prisen for bedste film og originalmanuskript, lige som den vandt Bodilprisen og den franske César-pris for bedste ikke-europæiske film.